# Alessandro Longhi

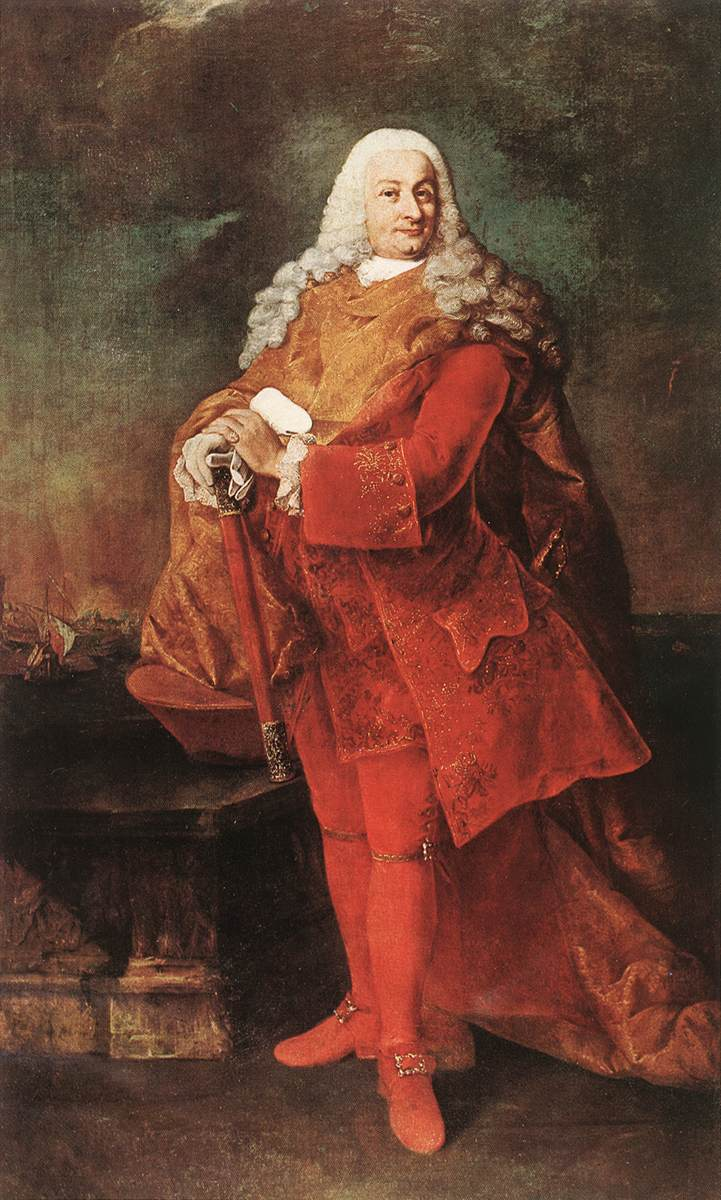
Portret Jacopa Gradenigo (1778-81)

Alessandro Longhi, właśc. Alessandro Falca (ur. 1733 w Wenecji, zm. 1813 tamże) – wenecki malarz i grafik okresu rokoka, portrecista, syn Pietra Longhiego.
Uczył się u swego ojca i Giuseppe Nogariego. Malował przede wszystkim portrety. W grafikach reprodukował sceny rodzajowe swego ojca. W 1762 opublikował „Compendio della vite de pittori veneziani istorici” (Krótki zbiór żywotów weneckich malarzy) z własnymi akwafortami portretów artystów.

## Wybrane dzieła
- Giuseppe Chiribiri jako cherubin – 83,5 x 65 cm, Ca’ Rezzonico, Wenecja
- Katarzyna Penza (ok. 1760), 60,4 x 48,3 cm, National Gallery w Londynie
- Portret Carla Goldoniego (1762), 125 x 105 cm, Casa Goldoni, Wenecja
- Portret damy (ok. 1770), 100 x 80 cm, Galeria Uffizi, Florencja
- Portret Jacopa Gradenigo (1778-81), 233 x 137 cm, Museo Civico, Padwa
- Portret urzędnika (1780-80), Galeria Uffizi, Florencja